# Boonoonoonoos
Albums de Boney M.
Children of Paradise – The Greatest Hits of Boney M. – Vol. 2
(1981) Christmas Album
(1981)
Singles
1. Malaika / Consuela Biaz
Sortie : juin 1981
2. We Kill the World (Don't Kill the World) / Boonoonoonoos
Sortie : septembre 1981

Boonoonoonoos est le cinquième album studio du groupe Boney M., sorti en 1981 sur le label Hansa Records.
L'album a atteint la 14e place en Autriche, la 15e place en Allemagne, la 21e place en Norvège, la 31e place en Suède et la 35e place aux Pays-Bas.

## Liste des pistes
| 1. | Boonoonoonoos                                           |  |
| 2. | That's Boonoonoonoos / Train to Skaville / I Shall Sing |  |
| 3. | Silly Confusion                                         |  |
| 4. | Ride to Agadir                                          |  |
| 5. | Jimmy                                                   |  |
| 6. | African Moon                                            |  |

| 1. | We Kill the World (Don't Kill the World) |  |
| 2. | Homeland Africa (Ship Ahoy)              |  |
| 3. | Malaika                                  |  |
| 4. | Consuela Biaz                            |  |
| 5. | Breakaway                                |  |
| 6. | Sad Movies                               |  |
| 7. | Goodbye My Friend                        |  |